# Saint-André-de-Lancize
Saint-André-de-Lancize – miejscowość i gmina we Francji, w regionie Oksytania, w departamencie Lozère. W 2013 roku jej populacja wynosiła 135 mieszkańców. Przez gminę przepływa rzeka Mimente. 